# AFM Records
AFM Records — музыкальный лейбл, находящийся в Гамбурге, Германия. Фокусируется на жанре хеви-метал, заключая контракты с такими группами как U.D.O., Доро, Kotipelto, Masterplan, Nostradameus и Annihilator.

## История
Лейбл был основан 15 апреля 1993 года в гессенском городе Швальмштадт Андреасом «Henner» Аллендорфером, бывшим вокалистом пауэр-метал-группы Squealer, которая в это время была в поисках контракта с лейблом. Несмотря на наличие интереса со стороны представителей лейблов, Аллендорфер все же предпочел самостоятельно издать дебютный альбом «Make Your Day» (с англ. «Создай свой день») на собственном лейбле. Помимо Аллендорфера в основании лейбла принял участие и гитарист группы Аксель Фишер, а название лейбла расшифровывается как «Музыка Аллендорфера-Фишера» (нем. «Allendörfer Fischer Musik»).
Первым офисом компании стал собственный дом Аллендорфера. В 1995 году появился первый постоянный сотрудник компании. Немного позже «AFM Records» подписал контракт с пауэр-метал-группой Edguy на издание в 1997 году их второго альбома «Kingdom of Madness» (с англ. «Королевство безумия»), который по тем временам стал самым коммерчески успешным изданием лейбла. Затем последовали контракты с Tankard и U.D.O..
В 2004 году в «AFM Records» работало уже 7 сотрудников, были контракты на выпуск около 20 альбомов, а количество ежегодно издаваемых альбомов составило примерно 10.
После гибели Аллендорфера в дорожной аварии в январе 2005 года компания была реструктурирована, а её штаб-квартира была перенесена в Гамбург.
В середине 2005 года «Candlelight Records» заключил двустороннюю сделку с «AFM Records» о совместном выпуске и продвижении нескольких тайтлов. Таким образом «Candlelight Records» стал дистрибьютором для «AFM Records» в США и Латинской Америке.
На начало 2009 года компания «AFM Records GmbH» имела контракт на выпуск около 60 альбомов.

## Нынешние и бывшие исполнители
- A Life Divided
- Absolute
- Almah
- Annihilator
- At Vance
- Avantasia
- Axxis
- Beautiful Sin
- Black Messiah
- Blackmore’s Night
- Bonfire
- Brainstorm
- Circle II Circle
- Cruachan
- Crystal Ball
- Dark at Dawn
- Debauchery
- Destruction
- Dezperadoz
- Dionysus
- Доро
- Eden’s Curse
- Edguy
- Eisbrecher
- Ektomorf
- Elvenking
- Evidence One
- Fear Factory
- FM
- GWAR
- Headhunter
- Heavenly
- Helstar
- Illdisposed
- Iron Savior
- Jon Oliva’s Pain
- Jorn
- Kotipelto
- Krokus
- Kryptos
- Lake of Tears
- Lion’s Share
- Lordi
- Made of Hate
- Magica
- Masterplan
- Mekong Delta
- Michelle Darkness
- Ministry
- Mors Principium Est
- Morton
- Dreamtone & Iris Mavraki’s Neverland
- Nostradameus
- Paradox
- Perzonal War
- President Evil
- Pure Inc.
- Rawhead Rexx
- Rob Rock
- Sencirow
- Shaaman
- Shakra
- Silent Force
- Solution .45
- Squealer
- Stahlmann
- Steel Attack
- Tankard
- Tarantula
- The Poodles
- The Traceelords
- Theatre of Tragedy
- U.D.O.
- Voice
- We Butter The Bread With Butter
- Whitesnake
- Wicked Wisdom
- Yargos

## Сборники
- All For Metal (30 ноября 2007)[4]
- Heart Breakers (7 декабря 2007)[4]
- Thrash ’Til Death (15 мая 2009)[5]
- Metallic Dawning (23 июля 2010)[6][7]